# Тритон (міфологія)

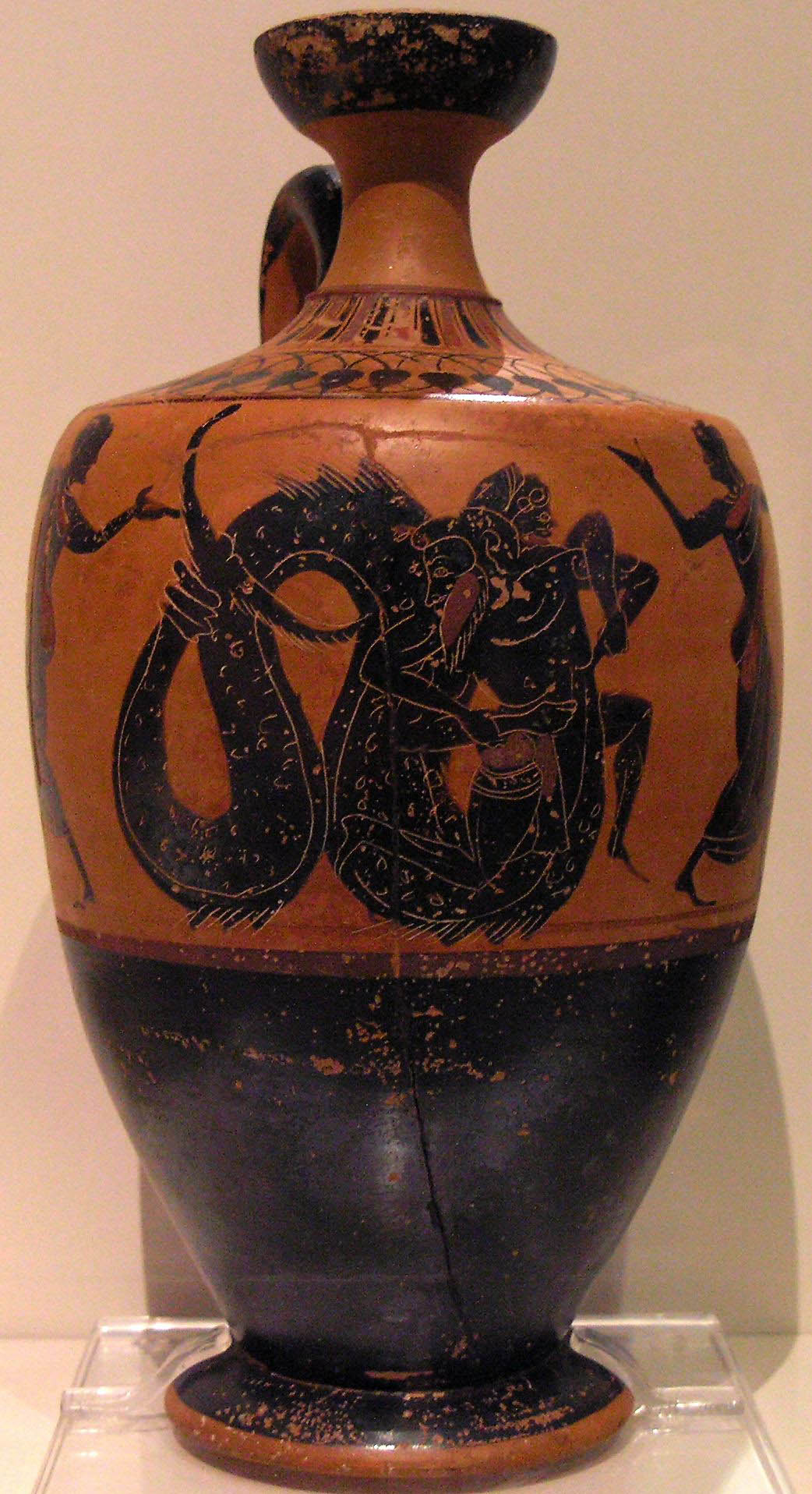
Боротьба Геракла із Тритоном, амфора,
530 до н. е.

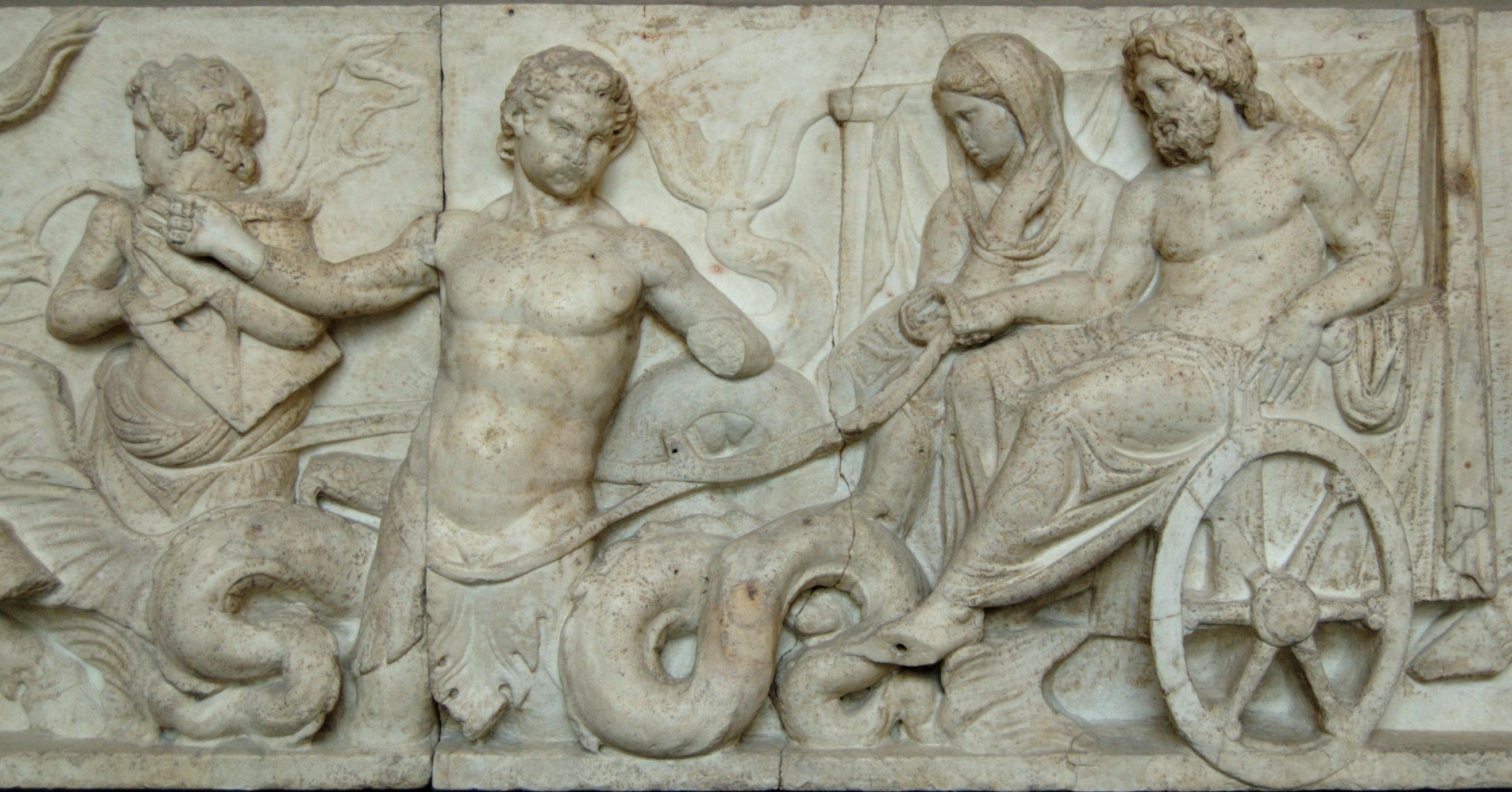
Колісниця Амфітріти та Посейдона, запряжена тритонами. Гліптотека Мюнхена

Трито́н (грец. Τρίτωνας) — у давньогрецькій міфології — син Посейдона й Амфітріти, з якими він жив у золотому палаці на дні моря.
На суходолі за головне місце його перебування вважали околиці Алалкомен у Беотії, біля річки Тритон. Там, за переказом, відбулося змагання Тритона з Гераклом. Існує ще танагрійський міф про двобій Тритона з Діонісом. За іншою версією, танагрійці відрубали Тритонові голову за те, що він крав їхню худобу.
Як бог Тритонійського озера в Лівії Тритон виступає в оповіді про аргонавтів, котрим допоміг знайти шлях із озера. Здебільшого Тритон називається морським дідом, однак його зображення, судячи з пам'яток мистецтва, були різні. За Павсанієм, Тритон замість ніг мав хвіст, як дельфіни. Античні митці нерідко прикривали одягом нижню частину тіла Тритона; пізніше вона зображувалась у вигляді двох риб'ячих хвостів, а спереду до тулуба додавалися кінські груди й ноги. У такому зображенні Тритон виступає по суті морським чудовиськом, так званим морським кентавром (іхтіокентавром). Атрибутами його були дельфіни, ріг для вина і мушля. Тритон сурмив у мушлю, викликаючи або стишуючи бурю на морі. Славнозвісний Енеїв сурмач Місен загинув тому, що наважився змагатися з Тритоном у грі на мушлі. Навіть титани втекли, почувши гру Тритона.
У поезії зустрічаємо Тритона в різних ситуаціях: то він переслідує своїми любощами морських німф, то, як Посейдон, б'є в скелі тризубцем, то гасає по хвилях на чудових конях, то з'являється на березі, де чигає на людей і пожирає їх. З IV ст. до н. е. Тритон поступово втрачає індивідуальність і, як Сілен, Пан та ін., стає міфологічним родовим поняттям. Як сатири, кентаври на суходолі, так тритони на морі становлять однорідну сім'ю божеств: вони влюбливі, примхливі, заповзяті, уособлюють бурхливий, мінливий характер морської стихії з таємничим життям її глибин. Одним з чудових творів мистецтва була велика група Скопаса, яку Пліній бачив у Римі: серед морських божеств були зображені Нептун, Фетіда, нереїди, дельфіни, кити, гіпокампи (морські коні), почет Форкія, Тритон та ін. У пізнішому декоративному мистецтві тритони становлять улюблені сюжети, про що свідчать вазовий живопис, фрески, мозаїка тощо.

## Інше
- «Тритонами» (лат. tritones) у Стародавньому Римі називали новачків у школі гладіаторів.